# MOBIB
Vous pouvez aider à l'améliorer ou bien discuter des problèmes sur sa page de discussion.
- Il doit être recyclé. La réorganisation et la clarification du contenu sont nécessaires. (Marqué depuis novembre 2012)
- Il est à actualiser. Certains passages sont obsolètes ou annoncent des événements désormais passés. (Marqué depuis mai 2017)

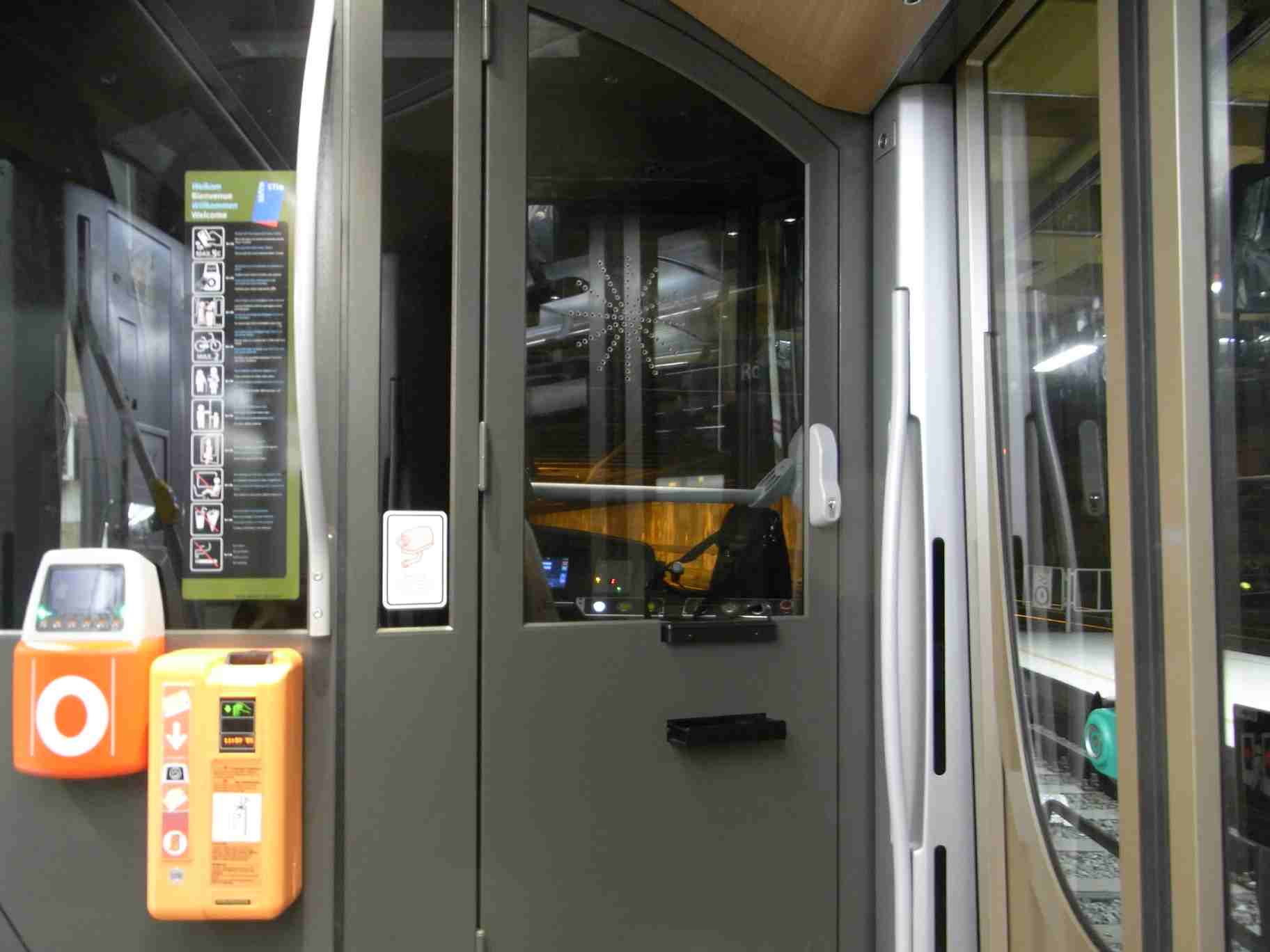
Valideur MoBIB (à gauche) dans le tramway de Bruxelles, cohabitant avec un ancien valideur de billets à bande magnétique.

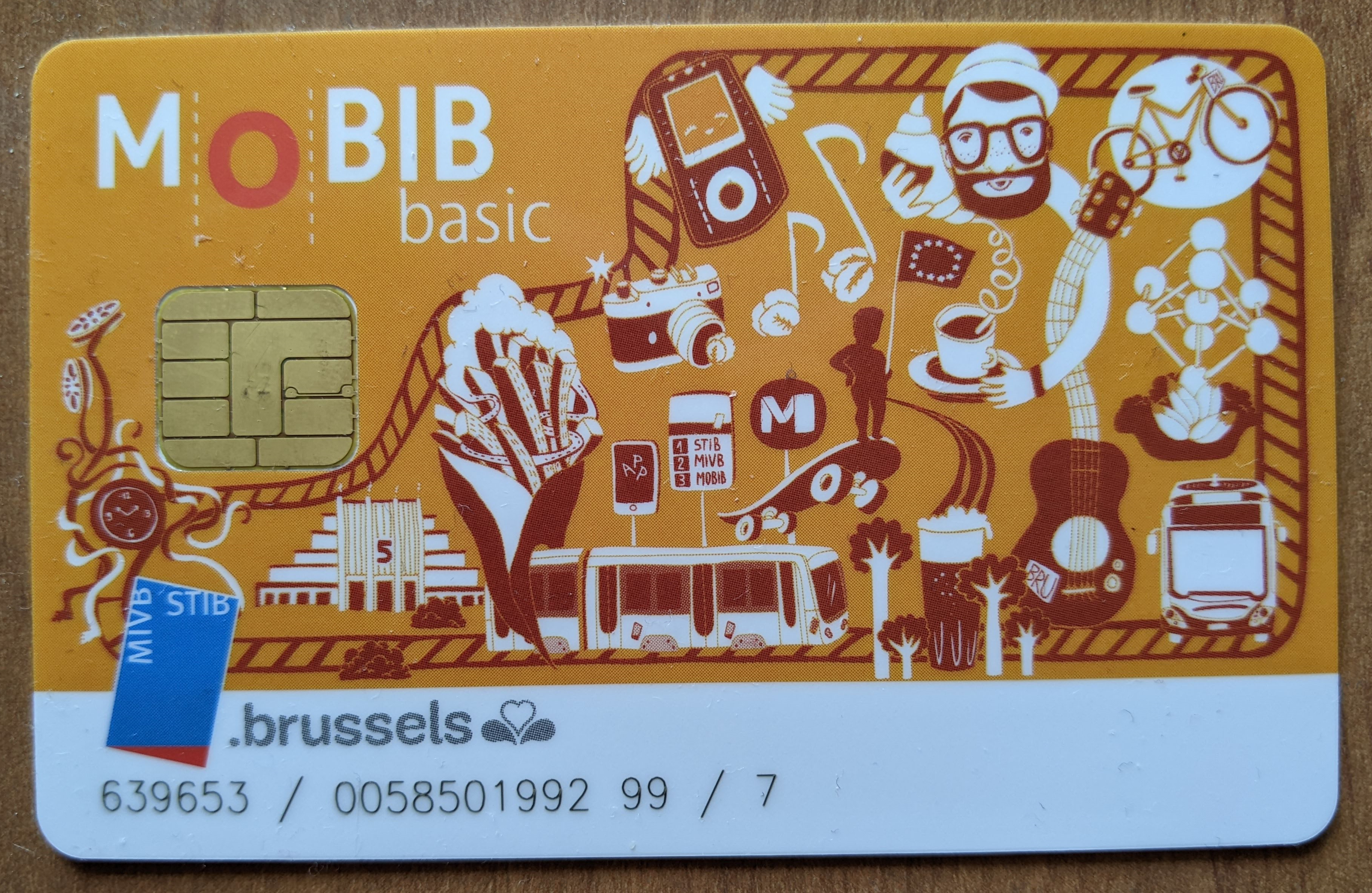
Carte MOBIB Basic éditée par la STIB.

Ancien modèle de billet STIB remplacé désormais par la carte MoBIB.

La carte MoBIB est le titre de transport, sous forme de billet électronique, au format de carte à puce sans contact (RFID haute fréquence (NFC)) utilisé par les services de transport en commun en Belgique.

## Histoire
La carte MOBIB est introduite par la STIB en 2008 à un nombre limité d’usagers, tels  que les clients qui disposent d’un abonnement mensuel ou annuel, et s'est ensuite substitué dans le courant 2009 aux tickets cartonnés à piste magnétique. En mars 2013, la SNCB offre la carte MoBIB pour ses abonnements. À partir du 21 avril 2015, elle est aussi utilisée sur les réseaux TEC et De Lijn.
Elle permet entre autres une durée de vie de la carte supérieure par rapport à une carte habituelle, des longueurs d’abonnements plus flexibles ainsi qu’une carte unique pour tous les services que vous utiliserez tels que les tickets 10 voyages, etc.
Depuis le 1er août 2016, tous les titres de transport de la STIB sont des MoBIB. Par ailleurs, il existe tant au TEC que chez De Lijn des titres de transport MoBIB (en commençant par les abonnements "senior" pour usagers de 65 ans et plus) valables sur tout le réseau, ce qui implique que tous les véhicules de ces deux compagnies soient (au moins en principe) équipés pour les lire.
Par ailleurs, puisque les titres "Jump" sont valables également en région bruxelloise sur les trains, on trouve dans les principales gares de cette Région des machines (d'un modèle très différent de celles embarquées sur les trams et les bus) capables de les lire.
Ces cartes sont basées sur la technologie « sans contact » ou RFID de type Calypso. La carte peut ainsi être lue par une borne dans un rayon de 5 à 10 cm sans avoir besoin d'introduire le ticket comme c'était le cas avec la billétique à bande magnétique.

## Fonctionnalités

### Fonctionnalités de la carte
La carte MoBIB peut être chargée selon les besoins : elle offre une grande souplesse dans le choix de la tarification, car laissant le choix de date de début et de fin de l’abonnement, de même que la possibilité d’avoir plusieurs formules différentes telles que des « 1 voyage », « 10 voyages » ou bien encore des tarifications à la journée…
En plus des différentes boutiques telles que KIOSK et BOOTIK, on peut aussi recharger la carte sur Internet, aux bornes GO présentes dans toutes les stations de métro et dans certains arrêts de tram et de bus, et, en Région bruxelloise, dans les gares importantes.
Depuis septembre 2010, la carte MoBIB permet l’accès aux véhicules partagés Cambio.
Il est envisagé qu’elle puisse être utilisée comme porte-monnaie électronique (à l’instar des cartes Proton) afin de permettre l’achat d’un titre de transport dans le véhicule.
Les cartes MoBIB sont personnelles ou anonymes (cartes « MOBIB Basic ») et ont une validité de 5 ans. Elles offrent de nombreuses possibilités (par exemple : ticket accompagnant, recharge de nombreux contrats de transport, etc.).

### Validation de la carte

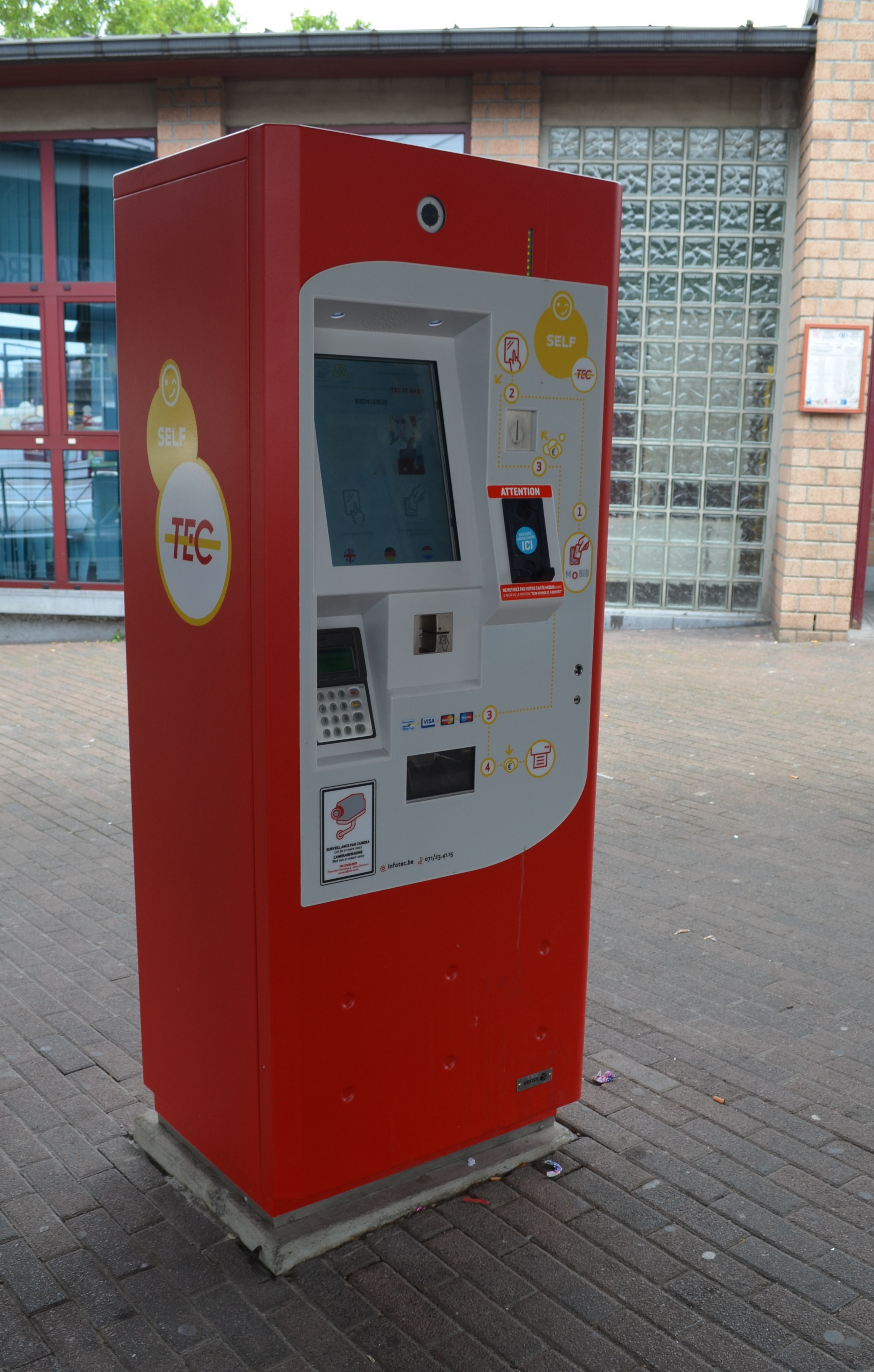
Self-TEC - Distributeur automatique de titres de transport des TEC en Wallonie compatible avec la carte MoBIB.

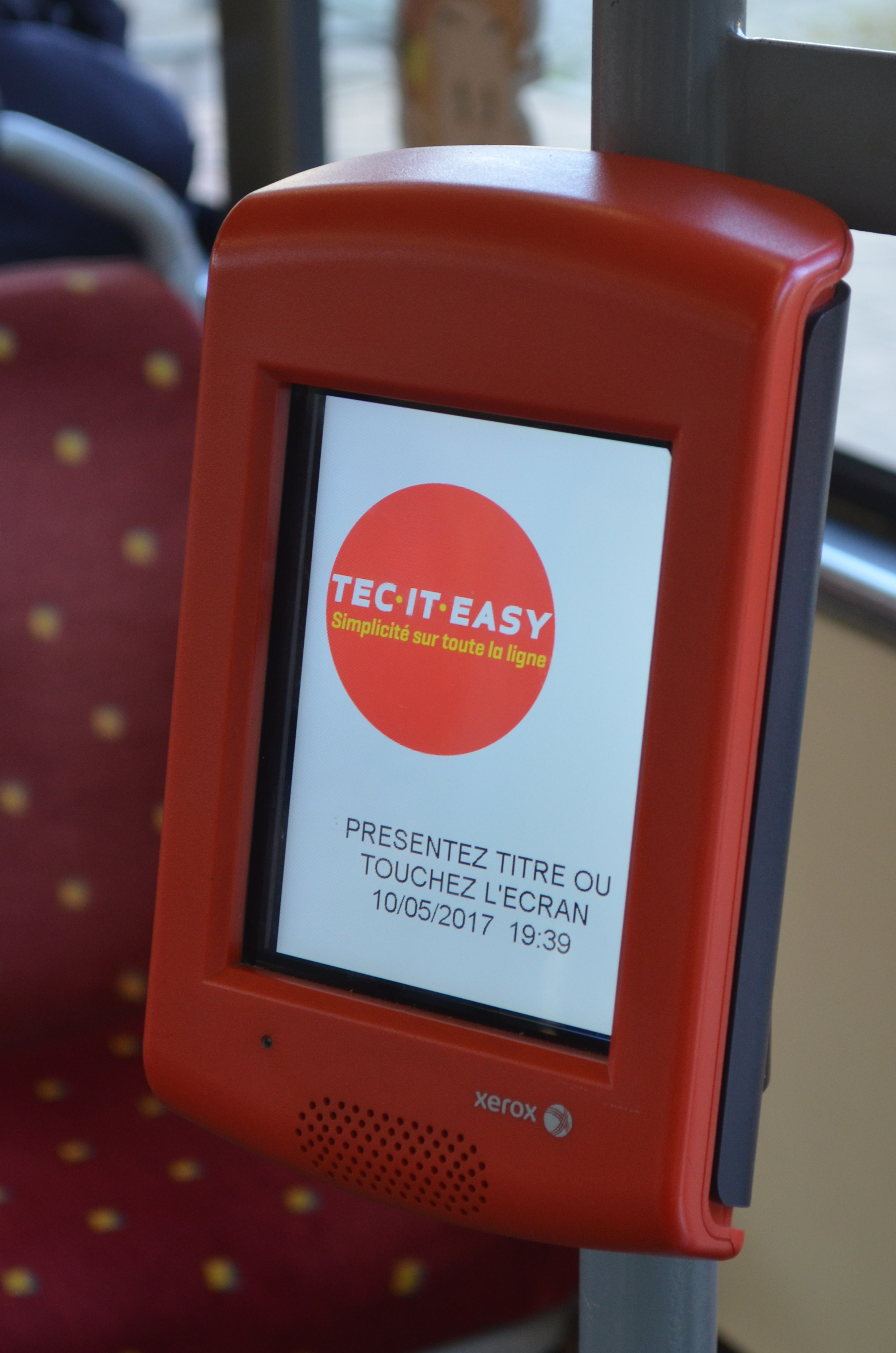
Borne de validation de titres de transport MoBIB des TEC en Wallonie

La validation se fait en approchant la carte de la borne de validation ou du portillon d'accès de la station de métro, une tonalité viens confirmer l'opération. Il faut effectuer l'opération à chaque entrée dans un bus, tramway ou station de métro, y compris lors d'une correspondance.
Sur les bornes embarquées dans les bus et tramway, des boutons permettent :
- de valider pour soi ;
- de valider pour soi et une/des personne(s) accompagnante(s) ;
- consulter le solde de la carte.

## Avantages de la carte MoBIB
La carte MoBIB présente quelques avantages qui ont poussé les sociétés de transports en commun belges à muter le plus vite possible vers les cartes à radio-fréquences :
- réutilisable sur le réseau, ce qui évite un gaspillage de papier énorme et limite le coût de production de cartes,
- utilisable sur les réseaux de plusieurs opérateurs différents, ceci limitant le nombre de cartes de transport par usager,
- limitant la vente et la présence d'argent liquide à bord des véhicules, et stimulant l'achat aux automates ou via Internet,
- permettant de renouveler les anciens systèmes de payement et de lutte à la fraude, en introduisant des ordinateurs de bord plus efficaces et en facilitant l'instauration de portiques dans les stations de métro/pré-métro,
- autorisant la simplification de la multitude de tarifs existants.

## Controverse
La carte MoBIB pose un problème pour une partie des citoyens ainsi que pour la Ligue des droits humains et Inter-Environnement Bruxelles. Pour ces deux associations, l'utilisation de la carte MOBIB pose des questions essentielles en termes de respect de notre droit à la vie privée et des droits qui en découlent. Ils dénoncent le manque de protection des informations ainsi qu'une récolte de données excessive au regard des objectifs annoncés par la STIB, à savoir lutter contre la fraude et gérer la clientèle.
Selon la STIB, les données personnelles des utilisateurs de MOBIB sont traitées conformément à la loi (notamment la loi de la Vie Privée du 8 décembre 1992) et aux déclarations faites à la Commission de la protection de la vie privée par la STIB. La STIB assure que les données de validation relatives à la localisation des utilisateurs ne sont jamais traitées de façon individualisée, mais toujours sur la base d’informations soit codées, soit anonymes et qu'il existe, par ailleurs, une séparation stricte entre les données de validation et les données d’identification de la clientèle. Elle indique sur son site que les données contenues dans la carte sont protégées contre toute manipulation par le recours à des clés et algorithmes de sécurité et que les données ne peuvent donc pas être lues facilement.
Pourtant, des membres du GSI (Groupe Sécurité de l’Information) de l’UCL ont analysé la carte MoBIB et démontré qu’elle contient des données personnelles sur le porteur. Ces données peuvent être obtenues par n’importe quelle personne se trouvant à proximité de la carte. Prénom, nom, date de naissance et code postal sont présents, mais aussi et surtout la trace des trois derniers passages dans les transports publics. Cette révélation est en contradiction avec les propos du Ministre du Gouvernement de Bruxelles-Capitale chargé de la Mobilité et des Travaux Publics qui indiquait le 8 octobre 2008 devant le parlement que « les trajets ne sont pas enregistrés au niveau de la carte ».
En 2013, la STIB a cité devant le tribunal un de ses clients qui avait arraché la puce de sa carte MOBIB, la considérant comme une atteinte à la vie privée. À la suite d'une intervention de la  Ligue des droits de l’homme, la STIB s'est désistée et a préféré payer une indemnité de procédure plutôt que de soumettre le système MOBIB au contrôle juridictionnel.
Après plusieurs années, les cartes peuvent arrêter de fonctionner. STIB remplace ces cartes gratuitement, et l'utilisateur ne perd pas des abonnements ou voyages stockées.